# ディララ・カズモヴァ
ディララ・カズモヴァ（アゼルバイジャン語: Dilarə Kazımova / Dilara Kazimova、1984年5月20日 - ）は、アゼルバイジャンの歌手、女優である。2014年5月にデンマーク・コペンハーゲンで開催されるユーロビジョン・ソング・コンテスト2014に、アゼルバイジャン代表として出場し「Start a Fire」を歌う。

## 来歴
ソビエト連邦・アゼルバイジャン・ソビエト社会主義共和国の首都・バクーに生まれ、バクー音楽アカデミーにて声楽を学ぶ。卒業後はオペラ団の一員として活動し、またロックバンド「アンフォーマル」やデュオ「Milk & Kisses」のリード・ヴォーカルを務める。「アンフォーマル」は在籍中の2008年に、また「Milk & Kisses」は在籍中の2010年にそれぞれユーロビジョン・ソング・コンテスト・アゼルバイジャン代表選考に参加するがいずれも2位敗退に終わり、アゼルバイジャン代表の座を得ることはできなかった。
また女優として映画『Try Not to Breathe』（2006年）、『Purgatory』（2007年）に出演し、アンフォーマルの一員として『Purgatory』のサウンドトラックも製作した。